# Vladimir Fedotov
Vladimir Grigor'evič Fedotov (in russo Владимир Григорьевич Федотов?; Mosca, 18 gennaio 1943 – Mosca, 29 marzo 2009) è stato un allenatore di calcio e calciatore sovietico dal 1991 russo, di ruolo centrocampista.

## Palmarès

### Giocatore

#### Club
- Vysšaja Liga: 1

CSKA Mosca: 1970

#### Individuale
- Capocannoniere della Vysšaja Liga: 1

1964 (16 gol)